# Олибрије
Аниције Олибрије (? — 472) је био цар Западног римског царства од априла до 2. новембра 472. године. Олибрије је припадао највишој римској аристократији и средином 5. века био је један од водећих сенатора у Риму. 
Када су Вандали предвођени Гејсерихом опљачкали Рим 455. године, Олибрије је побегао у Цариград. Могуће да је пре бекства био већ био верен са Плацидијом, млађом ћерком Валентинијана III и Лициније Еудоксије. И Лицинија Еудоксија и њене две ћерке биле су одведене као драгоцени таоци у Картагину након пљачке Рима. По каснијем Житију Данила Столпника Олибрије је током боравка у Константинопољу обишао светитеља коју му је предсказао да ће се Плацидија вратити из заробљеништва. Док се Еудокија удала у Картагини за Гејсериховог сина Хунериха, Плацидија и њена мајка су око 460. дошле у Цариград. После 460. Олибрије и Плацидија су се венчали и, по Ускршњој хроници са почетка 7. века, заједнички су обновили цариградску Цркву св. Еуфемије. У источноримској престоници Олибрије је 464. био један од конзула а носио је и виску титулу патрикија.
Олибрије је био у добрим односима са Гејсерихом чији му је син био пашеног. Краљ Вандала и Алана је у два наврата покушао да Олибрија постави на престо Западног римског царства. Тек када је западноримски цар Антемије, штићеник источноримског цара Лава I, дошао у директан сукоб са Рицимером, најутицанијим војсковођом у Италији, цариградски двор је послао Олибрија као посредника. По Јовану Малали и Ускршњој хроници, Олибрије је требало да утаначи споразум између Антемија и Рицимера и затим отплови у Африку и склопи мир и са Гејсерихом. Међутим, Олибрије не само да није помогао Антемију, већ се удружио са Рицимером и наметнуо за новог владара Западног римског царства. И пре него што је Антемије званично збачен, Олибрије је априла 472. проглашен за цара. Након тога Антемије је свргнут и убијен, али се то показало као последњи Рицимеров тријумф пошто је моћни војсковођа умро 18. августа. Олибрије га није задуго надживео пошто је умро од хидропсије 2. новембра исте године.
Олибријева супруга и њихова ћерка Анција Јулијана остале су у Константинопољу. Политички престиж и богатство омогућили су потомцима Анције Јулијане да одиграју важну улогу у Цариграду кроз читав 6. век.